# ラジオ真・恋姫†無双
ラジオ真・恋姫†無双（らじお・しん・こいひめむそう）は2008年10月から2009年5月まで、「インターネットラジオステーション＜音泉＞」が木曜更新分として配信サービスしていたインターネットラジオ番組。成人向けパソコン用ゲームのブランドBaseSonが製作したゲームソフト「真・恋姫†無双 〜乙女繚乱☆三国志演義〜」の担当声優がパーソナリティを担当している。

## 概要
「真・恋姫†無双 〜乙女繚乱☆三国志演義〜」の物語に倣い、三人のパーソナリティが各番組コーナーでポイントを争う対戦形式の番組で、対決コーナー（当初は3つ、リニューアル後は2つ）の勝利ポイントの合計から各回の勝利国を決定し、その代表となっているパーソナリティが次回放送分で「メイン・パーソナリティ」の座に就く。また、通算のポイントを集計した各勢力の総得点を「勢力図」と称した円グラフにして同番組の公式WEBサイト上で発表している。
番組に出演するゲストも同ソフトで共演した声優が登場し、担当した役柄に合わせて「魏」「呉」「蜀」の何れかの勢力の助っ人としてコーナーに参加することになっている。なお、役柄がどの勢力にも属していない場合は、じゃんけんで誰の味方になるかが決まる。
特徴
- 挨拶は「らじお真～（らじおまー）」
- 各対決コーナーでの勝敗と、与えられるポイントは、番組中では「つっつぅ神」と呼称されるディレクターのつっつぅの独断で決められている（0から50ポイントの間で、10ポイント刻み）。なお、ポイント発表の声は音声加工されている。
- 「メイン・パーソナリティ」に選ばれたパーソナリティは、次回の番組冒頭に「フリートーク」の時間が与えられ自由に発言できる特典を得られる。パーソナリティの間では、実質的にはフリートークを強いられる形となり、特にゲストもいない回では延々と一人でしゃべり続けなければならないことから「罰ゲーム」と評価されている。なお、3コーナー全てで完勝した場合は「奥義発動」と称し、さらにフリートークの時間が延長される。
- 放送を聴くリスナーを番組内では「将軍候補」と呼び、投稿が採用されたリスナーは番組公式WEBサイト上でランク付けされる。それぞれのランクには肩書きが付けられており、「雑将軍」「前後将軍」「左右将軍」「鎮将軍」「征将軍」「鎮大将軍」「丞相」「皇帝」と採用数に応じてその肩書きの地位が上がっていく。番組内でもリスナー名に肩書きを付けて紹介している。
- 番組タイトルに加えて、放送毎に違ったサブタイトルが付け加えられ、時節ネタや放送内容に沿ったものになっている。
- 開発スタッフの一人（キャラクターデザイン・原画担当）の「かんたか」が収録スタジオに来ていることが時々パーソナリティに言及されている（番組中では「かんたかママ」と呼称）が、本編中に登場したことはない。なお、公式Webには毎週週替わりで「今週の1枚」としてかんたかが書き下ろした、その回の放送内容に沿ったイラストが掲載されている。なお、ごくたまに「バッジョパパ」の名前も出てくる。
- パーソナリティが愛称で呼び合っているところから、ゲストに対しても必ず愛称で呼ぶ（愛称がない場合はその場で付けている）

## パーソナリティ
- 諸葛亮（朱里：しゅり）役の楠鈴音（愛称：すずっちょ）
  - 愛称以外では、担当した役のセリフから「はわわ」と呼ばれる場合もある。番組内では役柄にあわせて「蜀の国」を担当している。
- 曹操（華琳：かりん）役の乃嶋架菜（愛称：かなっぺ）
  - 愛称の由来は「お腹が空いていたから」と本人が第0回放送分でコメントしている。番組内では役柄にあわせて「魏の国」を担当している。
- 周瑜（冥琳：めいりん）役のかわしまりの（愛称：りのっち）
  - 愛称以外では、自身の名前の読み間違いから派生した「まりのさん」で呼ばれる場合もある。番組内では役柄にあわせて「呉の国」を担当している。

## エピソード
- 第0回放送 「～乙女姦し☆PUSHスペシャル～」
  - 第1回目の放送前に番組予告を兼ねた第0回放送が、美少女ゲーム専門誌「PUSH!!」の付録CDに収録された。各パーソナリティの愛称や、番組の趣旨説明がされた放送で各コーナーも紹介をかねて進行された。ネットでは配信されなかったが，後にラジオCD Vol.1に収録された。
- 第13回放送
  - 第13回配信分で終了する予定だったが1週の休みを挟んでリニューアルされ、番組継続となった。第13回のサブタイトルが最終回を思わせるのはその名残。

## 番組コーナー
普通の書状
リスナーの「普通のおたより（電子メール）」を紹介するコーナー。「ふつおた（普通のおたより）」と称されることもある。
妖艶変身の命♪(第14回 - )
リスナーから投稿された「もの」になりきって、妖艶に説明するコーナー。妖艶注解の書♪の流れを汲んでおり、やはり説明がセクシーであるほど高得点となる。
辟易の戦い……(第14回 - )
「公瑾の乱！(第1回 - 13回)」コーナーのリニューアル。リスナーの投稿したアイデアに沿ってゲームで勝敗を決めるコーナー。リニューアル後、コーナー名が変更されたが内容は変わっていない。
真・ＸＸ無双！
番組が出題したテーマに沿って、リスナーが無双なモノや行動を投稿、より「三国志（または武将）らしいもの」を紹介しているコーナー。実質的には「テーマに沿った笑えるネタ」を募集、紹介している。
いろはにはわわカルタ (第14回 - )
真・恋姫†無双に登場するキャラクターのいろはカルタを作ろうというコーナー。毎回、公式Web上に掲載されたキャラクターの絵札に対して、リスナーが読み札の言葉とその意味を投稿する。
※あいさつメール（その他のコーナー）
諸葛亮、曹操、周瑜、およびゲストが登場する際はその担当キャラクターの役柄に合った番組冒頭の挨拶文をリスナーから募集するコーナー。
※番組サブタイトル（その他のコーナー）
「〜乙女ＸＸ☆ＸＸ演義〜」のタイトルコールをリスナーから募集するコーナー。

### 終了したコーナー
強制軍議ですぅ！(第1回 - 13回)
リスナーによって投稿された議題を三つの意見に分け、パーソナリティが議論を繰り広げるコーナー。意見の説得力が得点になるルールで行われた。諸葛亮に有利なコーナーということになっていた。
妖艶注解の書♪(第1回 - 13回)
リスナーが「検索してほしいキーワード」というテーマで単語や語句を投稿、パーソナリティが妖艶に解説するコーナー。説明がセクシーであるほど高得点になるルールで行われた。曹操に有利なコーナーということになっていた。
公瑾の乱！(第1回 - 13回)
毎回リスナーが投稿したアイデアに沿ってゲームや言葉遊びで勝敗を決めるコーナー。「しりとり」「山手線ゲーム」「古今東西」などが変則ルールで行われた。周瑜に有利なコーナーということになっていた。

## 過去の配信一覧
| 配信回 | 配信開始日 | サブタイトル                                                        | ゲスト / 備考                                                               |
| ------ | ---------- | ------------------------------------------------------------------- | --------------------------------------------------------------------------- |
| 第0回  |            | 「〜乙女姦し☆PUSHスペシャル〜」                                     | ※(「PUSH!!2008年12月号 付録DVDに収録)                                       |
| 第1回  | 2008/10/30 | 「〜乙女激闘☆赤い崖の上の直前演義〜」                               |                                                                             |
| 第2回  | 2008/11/06 | 「〜乙女独走☆華琳さまの二連勝を止めてみなさい演義〜」               |                                                                             |
| 第3回  | 2008/11/13 | 「〜乙女武難？☆赤い崖の観覧直後演義〜」                             |                                                                             |
| 第4回  | 2008/11/20 | 「〜乙女ハワンゴ☆マイリスト・フォーエバー演義〜」                   |                                                                             |
| 第5回  | 2008/11/27 | 「〜乙女疲弊☆酒と泪と大人の事情演義〜」                             |                                                                             |
| 第6回  | 2008/12/04 | 「〜乙女初体験☆イエローチェリー演義〜」                             | 桃井いちご （周泰 役/愛称：ももいち)                                        |
| 第7回  | 2008/12/11 | 「〜乙女の～んびり☆Base穏？Be陸遜？演義〜」                         | まきいづみ （陸遜 役/愛称：いづみお姉ちゃん）                               |
| 第8回  | 2008/12/18 | 「〜乙女焦燥☆戦場のはわクリスマス一週間前演義〜」                   | 芹園みや （張飛,華雄 役/愛称：みやみや)                                     |
| 第9回  | 2008/12/25 | 「〜乙女完売☆昨日はケーキ、明日は真・恋姫†無双演義〜」              | 五行なずな （楽進 役/愛称：なずなん)                                        |
| 第10回 | 2009/01/08 | 「〜乙女あけおめ☆ゲーム感想スペシャル演義〜」                       |                                                                             |
| 第11回 | 2009/01/15 | 「〜乙女神頼み☆魏呉蜀の三つ巴センター試験演義〜」                   | 遠野そよぎ （張角 役/愛称：よぎよぎ)                                        |
| 第12回 | 2009/01/22 | 「〜乙女援軍☆二人で魏を最下位から救え演義〜」                       | 深井晴花 （夏侯惇 役/愛称：はるちー) 如月葵 （夏侯淵 役/愛称：あおぽん)     |
| 第13回 | 2009/01/29 | 「〜乙女卒業？☆Majiで旅立つ5秒前演義〜」                            | 深井晴花 / 如月葵 ※冒頭フリートーク部分のみ                                 |
| 第14回 | 2009/02/12 | 「〜乙女再開☆本命チョコ、義理チョコ、そして餅チョコ演義〜」         | ※(番組リニューアル)                                                         |
| 第15回 | 2009/02/19 | 「〜乙女ゲレンデ☆リフトから降りられずUターン演義〜」                |                                                                             |
| 第16回 | 2009/02/26 | 「〜乙女春うらら☆もうすでに花粉ですねぇマスクしてみませんか演義〜」 | 御苑生メイ （張宝 役/愛称：おメイちゃん)                                    |
| 第17回 | 2009/03/05 | 「〜乙女雛祭り☆三人官女が桃園の誓い演義〜」                         |                                                                             |
| 第18回 | 2009/03/12 | 「〜乙女万歳☆真・恋姫†無双アニメ化決定演義〜」                      |                                                                             |
| 第19回 | 2009/03/19 | 「〜乙女卒業式☆第２ボタンは私が頂くわ演義〜」                       | 春日アン （于禁 役/愛称：スガちゃん)                                        |
| 第20回 | 2009/03/26 | 「〜乙女選抜☆甲子園もラジオも熱いぜ！演義〜」                       | 桜川未央 （馬超 役/愛称：ブロちゃん) 青葉りんご （馬岱 役/愛称：ブリちゃん) |
| 第21回 | 2009/04/02 | 「〜乙女引っ越し☆物が片付かず辟易演義〜」                           |                                                                             |
| 第22回 | 2009/04/09 | 「〜乙女いぐぅ☆ユキがりのを孕ませる？演義〜」                       | サトウユキ （孫策役/愛称：さとやん)                                         |
| 第23回 | 2009/04/16 | 「〜乙女すやすや☆春眠暁を覚えぐぅ～演義〜」                         |                                                                             |
| 第24回 | 2009/04/23 | 「〜乙女レッドクリフ☆燃えたよ燃え尽きたよ真っ赤にな演義〜」         |                                                                             |
| 第25回 | 2009/04/30 | 「〜乙女到達☆キンターキンター皇帝誕生演義〜」                       | 金田まひる （シャム役/愛称：まっひーな)                                     |
| 第26回 | 2009/05/07 | 「〜乙女またね☆外史は広がるどこまでも演義〜」                       | ※最終回                                                                     |

## ラジオCD
ラジオ真・恋姫†無双〜乙女繚乱☆ラジオ演義〜 vol.01
2009年6月29日発売
ラジオ真・恋姫†無双〜乙女繚乱☆ラジオ演義〜 vol.02
2009年6月29日発売